# Werner Guth (Generalmajor)
Werner Karl Wilhelm Guth (* 28. Februar 1917 in Kassel; † 17. November 2005 in Kassel) war ein Generalmajor der Luftwaffe der Bundeswehr.

## Leben

### Wehrmacht
Guth, Sohn eines Schreinermeisters, war als Leutnant der Luftwaffe ab dem 13. Mai 1940 der 6. Staffel des Zerstörergeschwaders 76 zugeteilt. Am 23. Mai 1940 wurde seine Messerschmitt Bf 110 mit der Kennung M8+GP bei Calais abgeschossen und er an der Schulter verwundet. Nach seiner Genesung war er von März 1941 bis Juli 1944 auf verschiedenen Zerstörerschulen der Luftwaffe. Im Juli 1944 übernahm er als Major die I. Gruppe des Zerstörergeschwaders 26.

### Bundeswehr
Von 1961 bis 1970 war er als Oberst der erste Kommodore des Lufttransportgeschwader 62 in Köln, später Ahlhorn. Guth war vom 1. April 1971 bis zum 31. März 1977 Kommandeur des Lufttransportkommandos in Münster. 1973 wurde er vom Brigadegeneral zum Generalmajor befördert.

### Privates
Guth war verheiratet und hatte drei Kinder.

## Auszeichnungen
- Verwundetenabzeichen in Schwarz (1. Juni 1940)
- Frontflugspange für Zerstörer (13. August 1942)
- Ehrenpokal für besondere Leistung im Luftkrieg (28. September 1944)
- Großes Verdienstkreuz des Verdienstordens der Bundesrepublik Deutschland (25. Mai 1973)